# Bernard Blier
Pour les articles homonymes, voir Blier.
Ne doit pas être confondu avec Bertrand Blier.
Bernard Blier, né à Buenos Aires (Argentine) le 11 janvier 1916 et mort à Saint-Cloud le 29 mars 1989, est un acteur français.
Acteur prolifique, sur une période de cinquante ans depuis les années 1930 jusqu'aux années 1980, il joue dans près de deux cents films. Il tourne avec nombre des plus éminents réalisateurs du vingtième siècle — français et aussi italiens —. À partir des années 1960, Blier interprète fréquemment des rôles dialogués par Michel Audiard, tels ceux du personnage de Raoul Volfoni dans Les Tontons flingueurs ou celui de Charles Lepicard dans Le cave se rebiffe. Il joue également dans trois longs-métrages réalisés par son fils, Bertrand Blier, parmi lesquels on peut noter Buffet froid en 1979.

## Biographie

### Enfance, scolarité et formation
Bernard Blier voit le jour en Argentine, pays où son père Jules Blier, biologiste à l'Institut Pasteur, est alors en mission. De retour en France, la famille Blier s'installe à Paris, où le jeune Bernard suit sans enthousiasme une scolarité au Petit lycée Condorcet, rue d'Amsterdam, puis au lycée Condorcet. Durant cette scolarité, il se passionne pour la langue italienne, devenant ainsi bilingue ; une formation qu'il va ultérieurement mettre à profit dans sa carrière au cinéma, lorsqu’il participe à de nombreux films italiens. 
Abandonnant petit à petit ses études, il commence à prendre des cours de théâtre durant l'année 1931. 
Entre 1927 et 1939, il est éclaireur de France, dans la troupe C.H.B. de Paris.

### Milieu des années 1930: les débuts
Blier se produit pour la première fois sur scène en 1934 dans le sud, à La Ciotat, devant une salle à moitié pleine et pour un modeste cachet de cinquante francs de l'époque. Grâce à l'imprésario Émile Audiffred, il obtient de nombreux petits rôles au cinéma, de 1936 à 1938 ; on distingue notamment à cette période le film L'Habit vert écrit par Louis Verneuil. 
Au milieu des années 1930, il s'inscrit au Conservatoire de Paris, où il intègre la classe du prestigieux Louis Jouvet, mais seulement après trois échecs, car il n'y est enfin reçu qu'en 1937. Au Conservatoire, il fait la connaissance de deux personnalités marquantes avec lesquelles il noue une solide amitié, François Périer et Gérard Oury.
À la fin de la décennie 1930, il fait quelques apparitions au théâtre puis au cinéma, jusqu'au premier film qui remporte un grand succès auprès du public, Hôtel du Nord, réalisé par Marcel Carné en 1938, avec comme partenaires Arletty et son formateur en art dramatique, Louis Jouvet. Il tourne l'année suivante Le jour se lève et donne ainsi la réplique à Jean Gabin déjà extrêmement populaire. Ce long-métrage marque le début d'une longue amitié entre les deux acteurs.

### Les années 1940: travail acharné
En juillet 1939, lors du concours de sortie du Conservatoire, le jury choisit de ne pas lui décerner de prix. À la même période, la Seconde Guerre mondiale éclate. Mobilisé, il se retrouve deuxième classe dans un régiment d'infanterie à Mayenne. Il passe son temps à écrire un important courrier qui exprime son désarroi. À la suite de l'invasion du 10 mai 1940, il est fait prisonnier et est interné dans le Stalag XVII-A basé en Autriche. Malgré lui, il entame une spectaculaire cure d'amaigrissement.
Bientôt de retour à Paris toujours occupé, il court le cachet, son physique aminci lui permettant de tenir plus facilement certains rôles de séducteur. Quelques amis comme Christian-Jaque, Claude Autant-Lara et Marcel Achard lui permettent de survivre, en lui offrant de petits rôles au cinéma ainsi qu'au théâtre.
Au fil des années, il accède progressivement à des rôles de premier plan et devient rapidement un acteur familier du cinéma français. À la Libération, il continue d'enchaîner les tournages et chaque soir, il se produit au théâtre et participe à des représentations théâtrales à la radio.

### Acteur apprécié

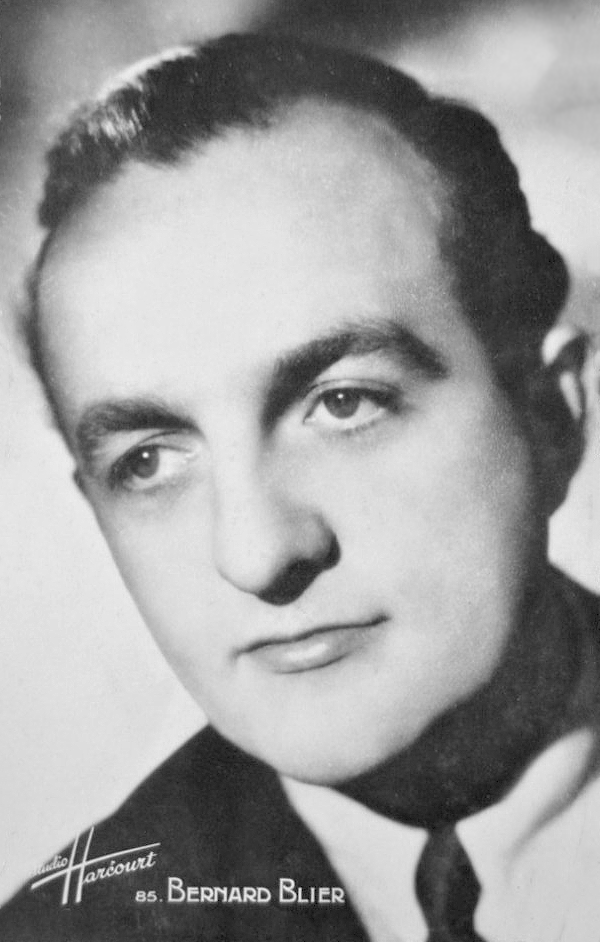
Bernard Blier en 1948 (Studio Harcourt).

Au cours des décennies 1940 et 1950, il participe à de nombreux films, travaillant pour des réalisateurs de renom comme Henri-Georges Clouzot, Yves Allégret, Claude Autant-Lara, Christian-Jaque, Julien Duvivier, Jean-Paul Le Chanois, etc., incarnant des seconds rôles majeurs mais aussi quelques personnages principaux. 
Il joue à plusieurs reprises le mari « cocu », — rôle qu'il a déjà incarné dans Hôtel du Nord ou imaginant l'être, comme dans Quai des Orfèvres —, pour des longs-métrages comme Le Café du Cadran, Manèges ou La Maison Bonnadieu. Il déclarera plus tard auprès des médias, avoir été « le plus grand cocu de l'histoire du cinéma français ». 
Ainsi, Sacha Guitry lui fait parodier cet emploi typique dans Je l'ai été trois fois, film où il interprète un mari trompé par toutes ses femmes successives. Pour autant, il bénéficie de rôles variés et éclectiques, jouant aussi bien un personnage attachant qu'un méchant, dans de larges registres comiques ou dramatiques.
À partir de 1958, le cinéma italien fait appel à lui; ainsi, jusqu'à la fin de sa carrière, il se partage entre la France et l'Italie, pays où il tourne plus de trente films.

### Années 1960: le succès confirmé

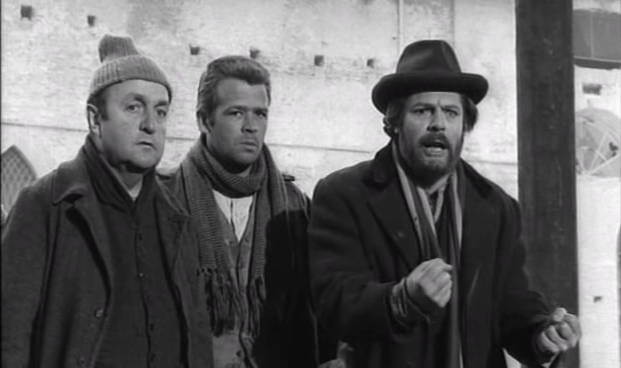
Bernard Blier, Renato Salvatori et Marcello Mastroianni dans Les Camarades (1963).

Dans les années 1960, Bernard Blier continue d'enchaîner les tournages, une partie de ses films devenant des classiques. Sa collaboration avec Georges Lautner, Henri Verneuil et Michel Audiard, qui lui écrit des textes « cousus main », en fait un acteur incontournable du cinéma français. Il donne la réplique aux plus grands (Jean Gabin, Jean-Paul Belmondo, Lino Ventura, Louis de Funès…) dans des tournages qui se passent dans la bonne humeur et l'amitié. Il tourne aussi dans des films sans prétention où il excelle dans les rôles de gangsters maladroits aux côtés de son complice Jean Lefebvre (Les Tontons flingueurs, Le cave se rebiffe, Quand passent les faisans, Du mou dans la gâchette, C'est pas parce qu'on a rien à dire qu'il faut fermer sa gueule…).

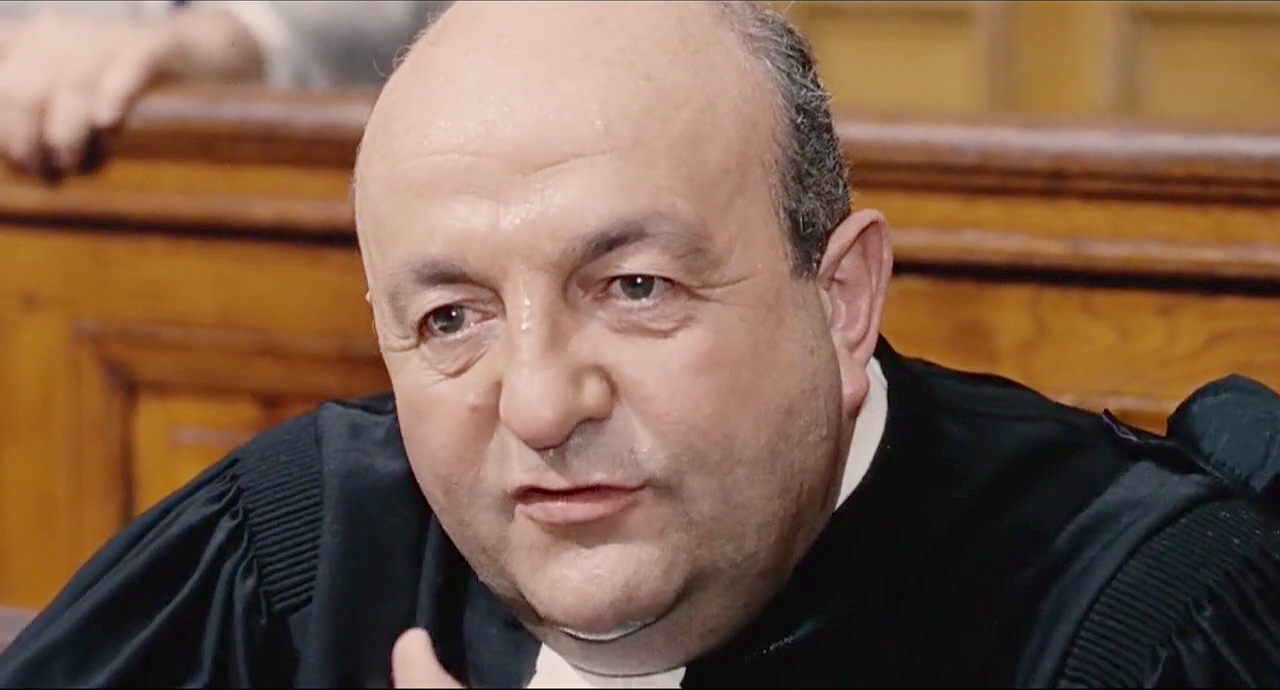
Dans L'Étranger (1967).

À la demande de Pierre Richard et de Jean Yanne, il accepte volontiers des rôles de personnages cyniques. En 1967, il joue dans Si j'étais un espion, tout premier long-métrage de fiction réalisé par son fils Bertrand Blier, lequel va le diriger à nouveau en 1975 dans Calmos. Ces deux premières collaborations communes n'ont pas le succès escompté mais le père et le fils récidivent en 1979 avec Buffet froid, considéré comme un chef-d'œuvre d'humour noir.
Au théâtre en 1976, il remonte sur les planches et crée À vos souhaits au théâtre des Champs-Élysées puis, en 1981, il incarne Le Nombril de Jean Anouilh, au théâtre de l'Atelier à Paris.

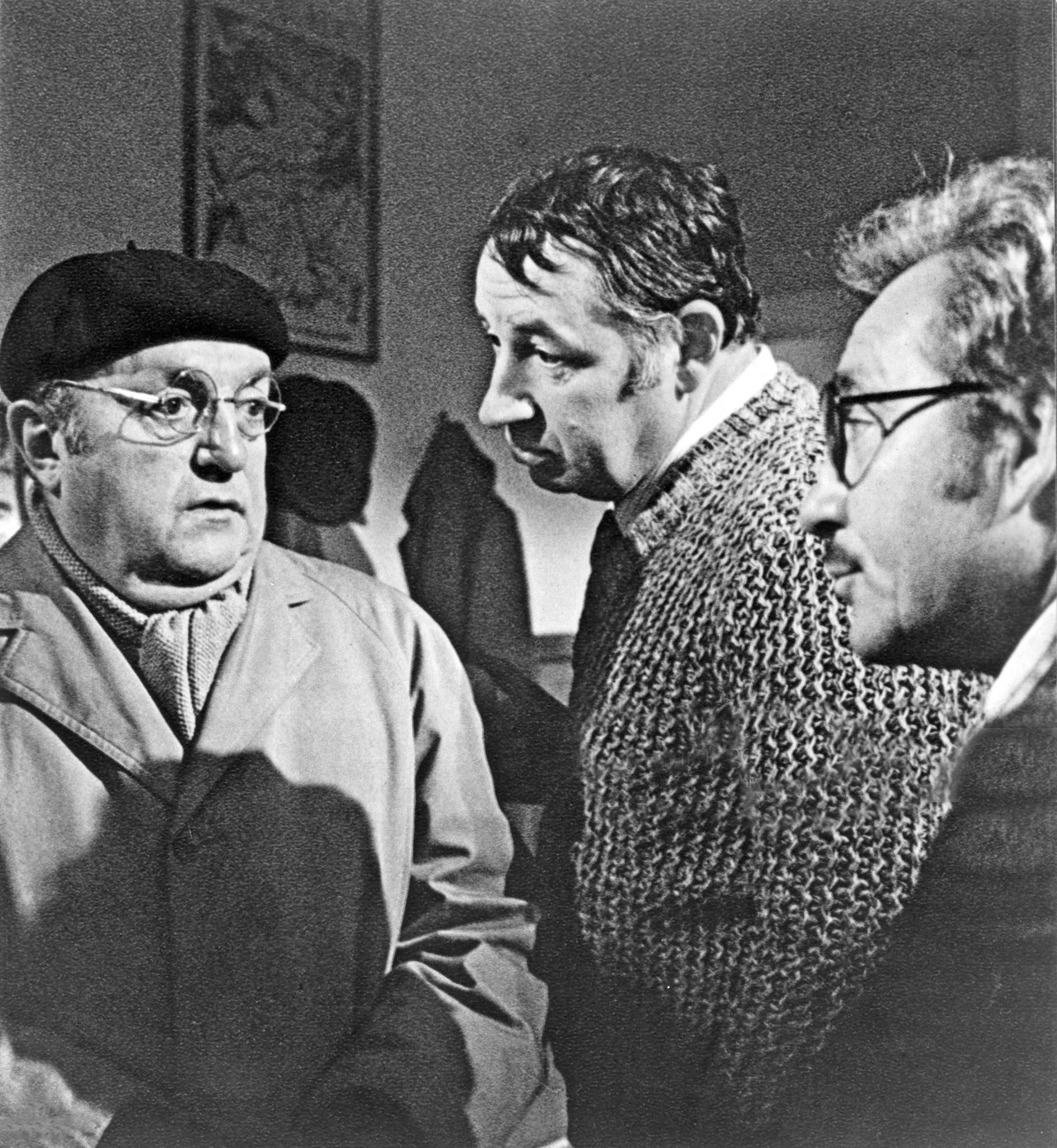
Régulièrement engagé pour des films italiens, on le retrouve en 1975, aux côtés de Philippe Noiret et Ugo Tognazzi dans Mes chers amis.

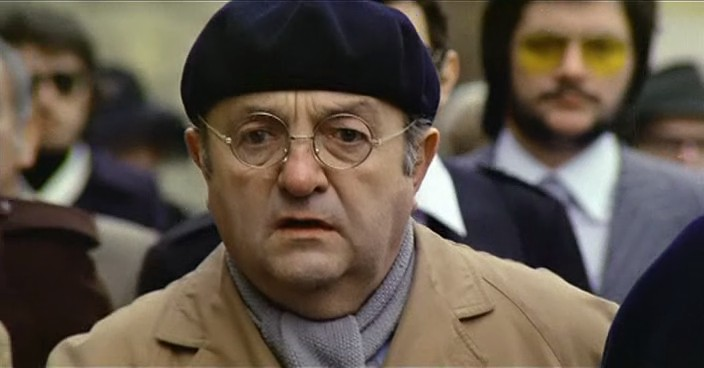
Dans Mes chers amis (1975).

En 1979, le réalisateur Alain Corneau le dirige dans Série noire. 

### Fin de carrière et de vie
Il passe les années 1980 principalement à tourner en Italie, où il reste un acteur de second rôle très sollicité et populaire ; il est récompensé du trophée italien Donatello du meilleur second rôle, pour le film Pourvu que ce soit une fille.
En 1985, âgé de 69 ans, on lui diagnostique un cancer de la prostate. Tandis que le mal progresse, il continue d'enchaîner les tournages. Puis des métastases osseuses apparaissent et son état physique s'aggrave.
Lors de la 14e cérémonie des César, le 4 mars 1989, Bernard Blier se voit remettre un César d'honneur. Il apparaît sur la scène du théâtre de l'Empire, très affaibli et amaigri, rejoignant le devant de la scène, à petits pas. Il reçoit sa statuette des mains de Michel Serrault, lequel contient difficilement son émotion et ses larmes puis échange avec lui quelques mots humoristiques, avant de se retirer.
Il meurt trois semaines plus tard, le 29 mars 1989 à la clinique du Val d'Or, à Saint-Cloud, des suites de son cancer ; il fait don de son corps à la science.
Un hommage funéraire lui est rendu au cimetière parisien de Thiais (Val-de-Marne) aux côtés d'autres comédiens parmi lesquels Alain Janey, Michel Peyrelon, Jean Rougerie ou encore Max Desrau.

### Vie privée
En avril 1938, il épouse Giselle Brunet (1917-1991) avec laquelle il a un fils, qui naît le 14 mars 1939, Bertrand Blier, futur réalisateur et, à la Libération, une fille prénommée Brigitte.
Lors d'un entretien radiophonique, son fils Bertrand Blier a l'occasion de raconter l'anecdote : lorsque son père Bernard rentrait tardivement au domicile familial vers minuit, par exemple après avoir joué dans une pièce au théâtre, il se postait dans le noir à l’entrée de la chambre de Bertrand alors adolescent voire préadolescent, en l’interrogeant à voix mi-basse d'un « Tu dors ? ». Ce dernier répondait : « Oui. ». Bernard invitait dès lors son fils à venir trinquer avec lui dans leur cuisine, autour de rondelles de charcuterie en pleine nuit.
Dans un entretien télévisé, Bertrand Blier relate qu'à d'autres périodes, son père l'interrompait dans ses devoirs scolaires et s'enfermait avec lui dans son bureau pour lui faire répéter le texte de son prochain film. Le jeune Bertrand Blier devait alors interpréter tous les autres rôles du dialogue, qu'ils soient masculins ou féminins.
En décembre 1961 à 45 ans à Pontarlier, sur le tournage du Septième Juré, Bernard Blier fait la connaissance d'Annette Martin (1936-2020), fille des patrons de l'hôtel-restaurant La Terrasse, où toute la troupe de tournage est logée.
Après de multiples péripéties - sa première épouse refusant d'abord de divorcer - il parvient, le 6 octobre 1965, à épouser Annette, qui va rester unie à lui jusqu'à sa mort.   Annette Blier meurt le 21 avril 2020 à l'âge de 84 ans à l’hôpital de Pontarlier,.
Bernard Blier est le parrain de la chanteuse et chorégraphe Guesch Patti.

## Filmographie

### Années 1930
- 1936 : La Terre qui meurt de Jean Vallée : un homme dans le bar[a]
- 1937 : Trois, six, neuf de Raymond Rouleau
- 1937 : Le Messager de Raymond Rouleau : Bernard, le chauffeur[a]
- 1937 : Gribouille de Marc Allégret : le jeune homme au tandem[a]
- 1937 : Double crime sur la ligne Maginot de Félix Gandéra
- 1937 : La Dame de Malacca de Marc Allégret : un journaliste en moto[a]
- 1937 : L'Habit vert de Roger Richebé : le fils Pinchet[a]
- 1938 : Grisou[b] de Maurice de Canonge : le fils Mélée
- 1938 : Altitude 3.200 de Jean Benoit-Lévy et Marie Epstein : Benoît
- 1938 : Entrée des artistes de Marc Allégret : Pescani
- 1938 : Le Ruisseau de Maurice Lehmann et Claude Autant-Lara : le chauffeur de taxi
- 1938 : Hôtel du Nord de Marcel Carné : Prosper
- 1938 : Accord final d'Ignacy Rosenkranz : Mérot
- 1939 : Place de la Concorde de Carl Lamac : Brioche
- 1939 : Le jour se lève de Marcel Carné : Gaston
- 1939 : Quartier Latin de Pierre Colombier, Christian Chamborant et Alexander Esway[a]

### Années 1940
- 1941 : L'Enfer des anges de Christian-Jaque : Freddy
- 1941 : La Nuit de décembre de Kurt Bernhardt : Édouard
- 1941 : L'Assassinat du père Noël de Christian-Jaque : Le brigadier[a]
- 1941 : Premier Bal de Christian-Jaque : Le maître d'hôtel
- 1941 : Le pavillon brûle de Jacques de Baroncelli : Bénézy
- 1942 : Caprices de Léo Joannon : Marcel
- 1942 : La Femme que j'ai le plus aimée de Robert Vernay : L’employé des pompes funèbres
- 1942 : La Symphonie fantastique de Christian-Jaque : Antoine Charbonnel
- 1942 : Le journal tombe à cinq heures de Georges Lacombe : André Bertod
- 1942 : Romance à trois de Roger Richebé : Marcel
- 1942 : La Nuit fantastique de Marcel L'Herbier : Lucien, l'ami de Denis
- 1942 : Le Mariage de Chiffon de Claude Autant-Lara : Le garçon d'hôtel
- 1943 : Marie-Martine de Albert Valentin : Maurice
- 1943 : Domino de Roger Richebé : Crémone
- 1943 : Je suis avec toi d'Henri Decoin : Robert
- 1944 : Les Petites du quai aux fleurs de Marc Allégret : Le docteur Bertrand
- 1945 : Carmen de Christian-Jaque : Remandado
- 1945 : Farandole d'André Zwobada : Sylvestre
- 1945 : Seul dans la nuit de Christian Stengel : L’inspecteur Pascal
- 1946 : Monsieur Grégoire s'évade de Jacques Daniel-Norman : Alex Grégoire
- 1946 : Messieurs Ludovic de Jean-Paul Le Chanois : Ludovic Seguin
- 1947 : Le Café du Cadran de Jean Gehret : Julien Couturier
- 1947 : Quai des Orfèvres de Henri-Georges Clouzot : Maurice Martineau
- 1948 : Dédée d'Anvers d'Yves Allégret : M. René
- 1948 : D'homme à hommes de Christian-Jaque : Coquillet
- 1948 : Les Casse-pieds [c] de Jean Dréville : L'importuné
- 1949 : L'École buissonnière de Jean-Paul Le Chanois : Pascal Laurent
- 1949 : Monseigneur de Roger Richebé : Louis Mennechain
- 1949 : Retour à la vie d'André Cayatte : Gaston (sketch Le retour de Tante Emma)

### Années 1950
- 1950 : Manèges d'Yves Allégret : Robert
- 1950 : La Souricière de Henri Calef : Jean-Pierre Lesourd
- 1950 : Les Anciens de Saint-Loup de Georges Lampin : Jean Laclaux
- 1950 : L'Invité du mardi [d] de Jacques Deval : Charles Josse
- 1950 : Souvenirs perdus de Christian-Jaque : Raoul (sketch Le Violon)
- 1951 : Sans laisser d'adresse de Jean-Paul Le Chanois : Émile Gauthier
- 1951 : La Maison Bonnadieu de Carlo Rim : Félix Bonnadieu
- 1952 : Agence matrimoniale de Jean-Paul Le Chanois : Noël Pailleret
- 1952 : Je l'ai été trois fois de Sacha Guitry : Henri Verdier/Hector Van Broken
- 1953 : Suivez cet homme de Georges Lampin : Le commissaire François Basquier
- 1954 : Avant le déluge d'André Cayatte : Le professeur Noblet
- 1954 : Secrets d'alcôve de Jean Delannoy : Émile Bergeret (sketch Le Lit de la Pompadour)
- 1954 : Scènes de ménage d'André Berthomieu : Le mari d'Aglaé
- 1955 : Mère Courage (Mutter Courage und ihre Kinder) de Wolfgang Staudte : le cuisinier de campagne (de) (Pieter Lamb) (film inabouti)
- 1955 : Le Dossier noir d'André Cayatte : Le commissaire Noblet
- 1955 : Les Hussards d'Alex Joffé : Le brigadier Le Gouce
- 1955 : Prisonniers du mal (Prigioneri del male) de Mario Costa : Don Lorenzo
- 1956 : Crime et Châtiment de Georges Lampin : Antoine Monestier
- 1957 : L'Homme à l'imperméable de Julien Duvivier : M. Raphaël
- 1957 : Retour de manivelle de Denys de La Patellière : Le commissaire Plantavin
- 1957 : Quand la femme s'en mêle d'Yves Allégret : Félix Seguin
- 1958 : La Bonne Tisane d'Hervé Bromberger : René Lecomte
- 1958 : Les Misérables de Jean-Paul Le Chanois : Le commissaire Javert
- 1958 : La Chatte d'Henri Decoin : M. Debrun, dit « Le capitaine »
- 1958 : L'École des cocottes de Jacqueline Audry : M. Labaume
- 1958 : En légitime défense d'André Berthomieu : L’inspecteur Gustave Martinet
- 1958 : Sans famille d'André Michel : Renato Garofoli
- 1958 : Les Grandes Familles de Denys de La Patellière : Simon Lachaume
- 1958 : Le Joueur de Claude Autant-Lara : Le général Zagorianski
- 1959 : Archimède le clochard de Gilles Grangier : M. Pichon
- 1959 : Marie-Octobre de Julien Duvivier : Me Julien Simoneau
- 1959 : La Grande Guerre de Mario Monicelli : Le capitaine Castelli
- 1959 : Les Yeux de l'amour de Denys de La Patellière : Le docteur Andrieux

### Années 1960
- 1960 : Le Secret du chevalier d'Éon de Jacqueline Audry : Le baron d'Exter
- 1960 : Marche ou crève de Georges Lautner : M. Lenzi
- 1960 : L'Ennemi dans l'ombre de Charles Gérard : Le patron
- 1960 : Le Bossu de Rome de Carlo Lizzani : Maréchal
- 1960 : Chacun son alibi (Crimen) de Mario Camerini : Le commissaire
- 1961 : La Famille Fenouillard d'Yves Robert : un voyageur[a]
- 1961 : Arrêtez les tambours de Georges Lautner : le docteur Leproux
- 1961 : Le Président d'Henri Verneuil : Philippe Chalamont
- 1961 : Vive Henri IV, vive l'amour de Claude Autant-Lara : Sully
- 1961 : Le Monocle noir de Georges Lautner : Le commissaire Tournemire
- 1961 : Le cave se rebiffe de Gilles Grangier : Charles Lepicard
- 1961 : Les Guérilleros (I briganti italiani) de Mario Camerini : Le colonel Breviglieri
- 1962 : En plein cirage de Georges Lautner : apparition
- 1962 : Les Petits Matins[e] de Jacqueline Audry : M. Rameau
- 1962 : Le Septième Juré de Georges Lautner : Grégoire Duval
- 1963 : Mathias Sandorf de Georges Lampin : Toronthal
- 1963 : Les Saintes Nitouches de Pierre Montazel : M. Bidois
- 1963 : L'Aigle de Florence (Il magnifico avventuriero) de Riccardo Freda : Le pape Clément VII
- 1963 : Pourquoi Paris ? de Denys de La Patellière : le concierge de l'immeuble
- 1963 : Germinal d'Yves Allégret : M. Hennebeau
- 1963 : Les Tontons flingueurs de Georges Lautner : Raoul Volfoni
- 1963 : Les Camarades (I compagni) de Mario Monicelli : Martinelli
- 1964 : Haute Infidélité (Alta infedetà) de Mario Monicelli : Sergio (sketch Gens modernes)
- 1964 : La Bonne Soupe de Robert Thomas : M. Joseph
- 1964 : Cent mille dollars au soleil de Henri Verneuil : Mitch-Mitch
- 1964 : La Chasse à l'homme d'Édouard Molinaro : M. Heurtin
- 1964 : Le Cocu magnifique (Il magnifico cornuto) d'Antonio Pietrangeli : Pellicciaio Mariotti
- 1964 : Les Barbouzes de Georges Lautner : Eusebio Cafarelli
- 1964 : La Chance et l'Amour de Bertrand Tavernier : Camille (sketch Une chance explosive)
- 1965 : Casanova 70 de Mario Monicelli : Le commissaire[a]
- 1965 : Quand passent les faisans d'Édouard Molinaro : Hyacinthe Camus
- 1965 : Les Bons Vivants[f] de Gilles Grangier : Charles La Bergerie (sketch La Fermeture)
- 1966 : Question d'honneur (Una questione d'onore) de Luigi Zampa : Don Leandro Sanna
- 1966 : Rapt à Damas (Delitto quasi perfetto) de Mario Camerini : Le colonel Robson
- 1966 : Le Grand Restaurant de Jacques Besnard : Le commissaire divisionnaire
- 1966 : Duel dans le monde (Duello nel mondo) de Georges Combret et Luigi Scattini : Lord Richard Berry
- 1966 : Comment séduire un play-boy en l'an 2000 (Bel Ami 2000 oder Wie verführt man einen Playboy?) de Michael Pfleghar
- 1967 : Un idiot à Paris de Serge Korber : Léon Dessertine
- 1967 : Peau d'espion d'Édouard Molinaro : Le commandant Rhomme
- 1967 : Du mou dans la gâchette de Louis Grospierre : Nicolas Papas
- 1967 : Si j'étais un espion de Bertrand Blier : Le docteur Lefèvre
- 1967 : L'Étranger (Lo straniero) de Luchino Visconti : l’avocat de la défense
- 1967 : Le Fou du labo 4 de Jacques Besnard : M. Beauchard
- 1968 : Caroline chérie de Denys de La Patellière : M. Georges Berthier
- 1968 : Coplan sauve sa peau d'Yves Boisset : Mascar
- 1968 : La Limite du péché (Quarte parete) d'Adriano Bolzoni : Andrea Brusa
- 1968 : Faut pas prendre les enfants du bon Dieu pour des canards sauvages de Michel Audiard : Charles Le Téméraire
- 1968 : Nos héros réussiront-ils à retrouver leur ami mystérieusement disparu en Afrique ? (Riusciranno i nostri eroi a ritrovare l'amico misteriosamente scomparso in Africa?) d'Ettore Scola : Ubaldo Palmerini
- 1969 : Mon oncle Benjamin d'Édouard Molinaro : le marquis de Cambise
- 1969 : Appelez-moi Mathilde de Pierre Mondy : Charles de Blanzac

### Années 1970
- 1970 : Elle boit pas, elle fume pas, elle drague pas, mais… elle cause ! de Michel Audiard : M. Liethard
- 1970 : Le Distrait de Pierre Richard : M. Guitton
- 1971 : Le Cri du cormoran le soir au-dessus des jonques de Michel Audiard : M. K.
- 1971 : Laisse aller... c'est une valse de Georges Lautner : Le commissaire Caillaud
- 1971 : La Grosse Combine (Il furto e l'anima del commercio) de Bruno Corbucci : Persicelli
- 1971 : Les Doigts croisés de Dick Clement : M. Webb
- 1971 : Jo de Jean Girault : L’inspecteur Ducros
- 1971 : Homo eroticus de Marco Vicario : le docteur Mezzini
- 1972 : Le Tueur de Denys de La Patellière : François Tellier
- 1972 : Boccace raconte (Boccaccio) de Bruno Corbucci : le docteur Mazzeo
- 1972 : Tout le monde il est beau, tout le monde il est gentil de Jean Yanne : Louis-Marcel Thulle
- 1972 : Elle cause plus... elle flingue de Michel Audiard : le commissaire Camille Bistingo
- 1972 : Le Grand Blond avec une chaussure noire d'Yves Robert : Bernard Milan
- 1973 : Moi y'en a vouloir des sous de Jean Yanne : Adrien Colbart
- 1973 : Je sais rien, mais je dirai tout de Pierre Richard : M. Gastié-Leroy père
- 1974 : Les Chinois à Paris de Jean Yanne : le président de la République
- 1974 : La Main à couper d'Étienne Périer : le commissaire Moureux
- 1974 : Par le sang des autres de Marc Simenon : le maire
- 1974 : Citation directe (Processo per diretissima) de Lucio De Caro : le juge
- 1974 : Le tapis hurle (Il piatto piange) de Paolo Nuzzi : le prêtre
- 1974 : Bons baisers... à lundi de Michel Audiard : Frankie Strong
- 1974 : C'est pas parce qu'on a rien à dire qu'il faut fermer sa gueule de Jacques Besnard : Fano
- 1975 : Ce cher Victor de Robin Davis : Anselme
- 1975 : C'est dur pour tout le monde de Christian Gion : Paul Tardel, PDG de Publistella
- 1975 : Mes chers amis (Amici miei) de Mario Monicelli : Righi Niccolo
- 1975 : Le Faux-cul de Roger Hanin : Maxime
- 1976 : Calmos de Bertrand Blier : le curé
- 1976 : Le Corps de mon ennemi d'Henri Verneuil : Jean-Baptiste Liégard
- 1976 : Nuit d'or de Serge Moati : le commissaire Pidoux
- 1979 : Série noire d'Alain Corneau : Staplin, le patron de Pouplart
- 1979 : Buffet froid de Bertrand Blier : l’inspecteur Morvandieu
- 1979 : Le Malade imaginaire (Il malato immaginario) de Tonino Cervi : Le docteur Purgone

### Années 1980
- 1980 : Eugenio (Voltati Eugenio) de Luigi Comencini : Le grand-père d'Eugenio
- 1981 : Pétrole ! Pétrole ! de Christian Gion : L’émir Abdullah
- 1981 : Passion d'amour (Passione d'amore) de Ettore Scola : Le major Tarrasso
- 1981 : Il turno (Chacun son tour) de Tonino Cervi : Don Marc-Antonio
- 1981 : La Fuite en avant [g] de Christian Zerbib : René
- 1984 : Les Belles Années (Cuore) de Luigi Comencini : L’ingénieur Bottini
- 1985 : Ça n'arrive qu'à moi de Francis Perrin : Lucien Guilladou
- 1985 : Le Fou de guerre (Scemo di guerra) de Dino Risi : Le major Bellucci
- 1985 : La Double Vie de Mathias Pascal (Le due vita di Mattia Pascal) de Mario Monicelli : Anselmo Paléari
- 1985 : Mes chers amis 3 (Amici Miei Atto III) de Nanni Loy  : Stefano Lenzi
- 1986 : Pourvu que ce soit une fille (Speriamo che sia femmina) de Mario Monicelli : L’oncle Gugo
- 1986 : Je hais les acteurs de Gérard Krawczyk : Jérôme B. Cobb
- 1986 : Twist again à Moscou de Jean-Marie Poiré : Alexei, le ministre
- 1987 : Sotto il ristorante cinese de Bruno Bozzetto : Le père d'Eva, professeur
- 1987 : Une catin pour deux larrons (I picari) de Mario Monicelli : Le lèche-bottes
- 1988 : Les Possédés de Andrzej Wajda: Le gouverneur
- 1988 : Ada dans la jungle de Gérard Zingg : Le major Collins
- 1988 : Mangeclous de Moshé Mizrahi : Saltiel
- 1988 : Les Deux Fanfarons (Una botta di vita) d'Enrico Oldoini : Giuseppe Mondardini
- 1989 : Paganini de Klaus Kinski : Le père Caffarelli
- 1989 : Migrations[h] d'Aleksandar Petrović : Opat Zorzel (film inédit en France)

### Films inachevés
- 1938 : Tourelle 3 de Christian-Jaque
- 1955 : Mère Courage (Mutter Courage und ihre Kinder) de Wolfgang Staudte : Feldkoch
- 1963 : Marco Polo de Christian-Jaque

### Courts métrages et documentaires
- 1950 : La Révolution de 1848 de Victoria Mercanton et Marguerite de la Mure : voix uniquement
- 1950 : La paix vaincra, documentaire de Joris Ivens : Bernard Blier prête sa voix dans ce film
- 1953 : La Vie des chamois, court métrage documentaire, réalisation anonyme : voix uniquement
- 1953 : Des hommes et des montagnes, court métrage documentaire de Jean-Jacques Languepin et Gaston Rébuffat : voix uniquement
- 1956 : La Belle Époque, court métrage de Jacques Thierry
- 1961 : Chasse aux vedettes, court métrage de Camille Chatelot : Bernard Blier tient son propre rôle
- 1963 : Ski du monde, court métrage de Jacques Ertaud

### Télévision
- 1959 : Spécial Noël / Jean Gabin, documentaire de Frédéric Rossif : participation de Bernard Blier
- 1970 : Au théâtre ce soir : Le Mari, la Femme et la Mort d'André Roussin, mise en scène Raymond Rouleau, réalisation Pierre Sabbagh, Théâtre Marigny : Sébastien
- 1973 : L'École des femmes pièce de Molière, mise en scène de Raymond Rouleau : Arnolphe
- 1978 : Portrait de Jacques Dufilho, documentaire de François Chatel : témoignage de Bernard Blier
- 1979 : Feu la mère de Madame, pièce de Georges Feydeau, réalisée par Jeannette Hubert : Lucien
- 1979 : On purge bébé, pièce de Georges Feydeau, réalisée par Jeannette Hubert : M. Follavoine

## Théâtre
- Les Plaisirs de l'été théâtre de Paris
- 1934 : Les Précieuses ridicules de Molière
- 1934 : Les Fourberies de Scapin de Molière
- 1935 : Rouge ! d'Henri Duvernois, Théâtre Saint-Georges
- 1936 : Interlude de Lucien Dabril et Gabriel-Emme, mise en scène Gabriel-Emme, Théâtre de la Nouvelle Comédie
- 1937 : Altitude 3200 de Julien Luchaire, mise en scène Raymond Rouleau, Théâtre de l'Étoile
- 1937 : L'Homme qui se donnait la comédie de Emlyn Williams, mise en scène Pierre Brasseur, Théâtre Antoine
- 1938 : Septembre de Constance Coline, mise en scène René Rocher, Théâtre du Vieux-Colombier
- 1939 : L'Amant de paille de Marc-Gilbert Sauvajon et André Bost, mise en scène Jean Wall, Théâtre Michel
- 1939 : Mailloche de René Dorin, Théâtre de la Madeleine
- 1941 : Mamouret de Jean Sarment, mise en scène Charles Dullin, Théâtre de Paris
- 1941 : La Nuit de printemps de Pierre Ducrocq, mise en scène de l'auteur, Théâtre Saint-Georges
- 1941 : Le Mariage en trois leçons de Julien Luchaire, mise en scène Jacques Grétillat, Théâtre des Ambassadeurs
- 1942 : Mademoiselle de Panama de Marcel Achard, mise en scène Marcel Herrand, Théâtre des Mathurins
- 1942 : Colinette de Marcel Achard, mise en scène Pierre Dux, Théâtre de l'Athénée
- 1944 : Monsieur chasse ! de Georges Feydeau, mise en scène Jean Darcante, Palace
- 1945 : N'importe comment ! de Noel Coward, mise en scène Jean Wall, (Le Spectacle des Alliés) Théâtre Pigalle
- 1945 : Une demande en mariage d'Anton Tchekhov, mise en scène Jean Meyer, (Le Spectacle des Alliés) Théâtre Pigalle
- 1946 : Maria d'André Obey, Comédie des Champs-Élysées
- 1946 : Auprès de ma blonde de Marcel Achard, mise en scène Pierre Fresnay, Théâtre de la Michodière
- 1948 : Auprès de ma blonde de Marcel Achard, mise en scène Pierre Fresnay, Théâtre des Célestins
- 1949 : Le Petit Café de Tristan Bernard, mise en scène Yves Mirande, Théâtre Antoine
- 1950 : Victor de Henry Bernstein, mise en scène de l'auteur, Théâtre des Ambassadeurs
- 1952 : Les Compagnons de la marjolaine de Marcel Achard, mise en scène Yves Robert, Théâtre Antoine
- 1953 : Désiré de Sacha Guitry, mise en scène de l'auteur, Théâtre royal du Parc
- 1954 : Crime parfait de Frederick Knott, mise en scène Georges Vitaly, Théâtre de l'Ambigu
- 1954 : Le Mari, la Femme et la Mort d'André Roussin, mise en scène Louis Ducreux, Théâtre des Ambassadeurs, Théâtre des Célestins
- 1956 : Le Mari, la Femme et la Mort d'André Roussin, mise en scène Louis Ducreux, Théâtre des Célestins, tournée Karsenty
- 1958 : Lucy Crown de Irwin Shaw, mise en scène Pierre Dux, Théâtre de Paris
- 1959 : Douze hommes en colère de Reginald Rose, mise en scène Michel Vitold, tournée
- 1964 : Photo-finish de Peter Ustinov, mise en scène de l'auteur, Théâtre des Ambassadeurs
- 1968 : C'est malin ! de Fulbert Janin, mise en scène Michel Roux, Théâtre des Ambassadeurs
- 1971 : Galapagos de Jean Chatenet, mise en scène Bernard Blier, Théâtre de la Madeleine
- 1972 : Le Faiseur d'Honoré de Balzac, mise en scène Pierre Franck, théâtre Montansier, Théâtre des Célestins, tournée
- 1973 : L'Homme en question de Félicien Marceau, mise en scène Pierre Franck, Théâtre de l'Atelier
- 1976 : À vos souhaits de Pierre Chesnot, mise en scène Claude Sainval, Comédie des Champs-Élysées
- 1978 : Boulevard Feydeau, pièces de Georges Feydeau : Feu la mère de Madame, On purge bébé, mise en scène Raymond Gérôme, avec Danielle Darrieux, Louis Seigner, Théâtre des Variétés
- 1981 : Le Nombril de Jean Anouilh, mise en scène Jean Anouilh et Roland Piétri, Théâtre de l'Atelier
- 1982 : Le Nombril de Jean Anouilh, mise en scène Jean Anouilh et Roland Piétri, Tournée Karsenty-Herbert
- 1983 : Le Nombril de Jean Anouilh, mise en scène Jean Anouilh et Roland Piétri, tournée du Théâtre de l'Œuvre

Metteur en scène
- 1955 : L'Ami de la famille de Jean Sommet, Comédie-Caumartin
- 1971 : Galapagos de Jean Chatenet, Théâtre de la Madeleine

## Distinctions

### Récompenses
- 1987 : David di Donatello du meilleur acteur dans un second rôle pour Pourvu que ce soit une fille
- César 1989 : César d'honneur remis le 4 mars 1989 (trois semaines avant son décès)

### Nomination
- César 1980 : meilleur acteur dans un second rôle pour Série noire

### Décoration
- Officier de la Légion d'honneur (1989)[9]

## Dans la culture
Le dessinateur Uderzo a rendu hommage à Bernard Blier dans l'album L'Odyssée d'Astérix (1981) en donnant ses traits au personnage Caius Soutienmordicus, chef des services secrets de César ayant sous ses ordres le druide-espion Zérozérosix qui, lui, emprunte ses traits à Sean Connery. Son physique est également repris par le dessinateur Bruno Basile pour le directeur des coordinateurs français dans la série Les Avatars, scénarisée par Pierre Veys.